# Wasserstoffelektrische Straßenbahn Hyundai Rotem
Die Wasserstoffelektrische Straßenbahn Hyundai Rotem (koreanisch: 수소전기트램) ist ein mit Wasserstoff-Brennstoffzellenantrieb ausgestatteter Straßenbahn-Fahrzeugtyp des Unternehmens Hyundai Rotem. Es ist die erste von diesem entwickelte wasserstoffelektrische Straßenbahnbaureihe. Aktuell existieren nur Prototypen, welche zur Weiterentwicklung zukünftiger wasserstoffelektrischen Straßenbahnen dienen. Es gibt jedoch auch einen ersten kommerziellen Auftrag.

## Erster Prototyp
Als erster Prototyp wurde ein dreiteiliger Zweirichtungs-Multigelenkwagen gebaut. Die für den Antrieb benötigte Energie wird aus Wasserstoff-Brennstoffzellen in Kombination mit einem elektrischen Akku bezogen.
Geplant waren nach diesem Konzept verschiedene Längenvarianten, wobei ein 24 Meter langer dreiteiliger Wagen 150, ein 32 Meter langer fünfteiliger Wagen 250 sowie ein 44 Meter langer siebenteiliger Wagen bis zu 350 Fahrgäste befördern kann.

## Zweiter Prototyp
Ein zweiter Prototyp wurde 2024 auf der Fachmesse InnoTrans präsentiert. Es handelt sich um einen 35 Meter langen, fünfteiligen Zweirichtungs-Gelenkwagen mit aufgesattelten Endwagen und Mittelteilen nach Art der Multigelenkwagen. In den beiden Drehgestellen an den Enden sind jeweils zwei 95 kW leistende Fahrmotoren angeordnet. Über den mittigen Lauffahrwerken ist der stufenlose Durchgang mit 700 mm recht breit ausgeführt. Das Fahrzeug ist 2,65 Meter breit, hat eine Fußbodenhöhe von 350 mm und eine Leermasse von ungefähr 70 t. Die gesamte Fahrgastkapazität ist, bei sechs Stehplätzen pro Quadratmeter, mit 305 Personen angegeben.
Die Brennstoffzellen dieses Fahrzeugs haben eine Leistung von bis zu 90 kW. Die Reichweite mit einer Tankfüllung soll 200 Kilometer betragen. Um ein gutes Zusammenspiel von Brennstoffzellen, Akkus und Rekuperation aus Bremsvorgängen zu erreichen, sollen die Betriebsinformationen im Einsatz laufend analysiert und dem Fahrpersonal daran angepasste Betriebsmuster angezeigt werden.

## Einsatz
Die wasserstoffelektrische Straßenbahn Hyundai Rotem soll in Zukunft an die südkoreanischen Straßenbahnnetze in Ulsan, Changwon und Daejeon ausgeliefert werden. Bereits fest bestellt wurden 34 Fahrzeuge zur Auslieferung zwischen 2026 und 2028 für das Projekt in Daejeon. Diese sollen dem zweiten Prototyp entsprechen.